# All This and World War II
All This and World War II è un documentario musicale sulla seconda guerra mondiale uscito nelle sale cinematografiche nel 1976, avente quale colonna sonora brani dei Beatles eseguiti da artisti di successo negli anni settanta.
Fu presentato fuori concorso al 30º Festival di Cannes.

## Colonna sonora
Si tratta di un ambizioso progetto realizzato grazie alla 20th Century Fox da cui prese vita un doppio album registrato tra il 1974 ed il 1976 con la partecipazione di molti degli artisti di maggior successo del periodo, contenente nuove versioni di classici brani dei Beatles utilizzati quale ideale corredo sonoro per l'omonimo documentario sulla seconda guerra mondiale, uscito nelle sale cinematografiche nel 1976.
Il progetto è ricordato specialmente per la bellezza della colonna sonora, all'epoca pubblicata in doppio LP di vinile e capace di riunire intorno alla immortale musica dei Beatles gran parte dei musicisti di maggior successo dell'epoca - sebbene assai diversi per genere e stile - quali Rod Stewart, Bee Gees e Status Quo.
Ad oggi, del documentario non risultano ristampe DVD.

### Tracce
- Tutti i brani sono di Lennon/McCartney.

1.	Ambrosia – Magical Mystery Tour - 3:52
2.	Elton John – Lucy in the Sky with Diamonds - 6:15
3.	Bee Gees – Golden Slumbers/Carry That Weight - 3:17
4.	Leo Sayer – I Am the Walrus - 3:49
5.	Bryan Ferry – She's Leaving Home - 3:07
6.	Roy Wood – Lovely Rita - 1:13
7.	Keith Moon – When I'm Sixty-Four - 2:36
8.	Rod Stewart – Get Back - 4:24
9.	Leo Sayer – Let It Be - 3:43
10.	David Essex – Yesterday - 2:44
11.	Jeff Lynne – With a Little Help from My Friends/Nowhere Man - 6:56
12.	Lynsey de Paul – Because - 3:24
13.	Bee Gees – She Came In Through the Bathroom Window - 1:54
14.	Riccardo Cocciante – Michelle - 4:00
15.	The Four Seasons – We Can Work It Out - 2:39
16.	Helen Reddy – The Fool on the Hill - 3:37
17.	Frankie Laine – Maxwell's Silver Hammer - 3:27
18.	The Brothers Johnson – Hey Jude - 4:58
19.	Roy Wood – Polythene Pam - 1:30
20.	Bee Gees – Sun King - 2:03
21.	Status Quo – Getting Better - 2:19
22.	Leo Sayer – The Long and Winding Road - 4:47
23.	Henry Gross – Help! - 3:07
24.	Peter Gabriel – Strawberry Fields Forever - 2:30
25.	Frankie Valli – A Day in the Life - 4:04
26.	Tina Turner – Come Together - 4:08
27.	Will Malone & Lou Reizner – You Never Give Me Your Money - 3:04
28.	The London Symphony Orchestra – The End - 2:26